# Drosophila carnosa
Drosophila carnosa är en tvåvingeart som beskrevs av Elmo Hardy 1965. Drosophila carnosa ingår i släktet Drosophila och familjen daggflugor.
Artens utbredningsområde är Hawaii.